# Braunton
Braunton è una cittadina di 8.128 abitanti della contea del Devon, in Inghilterra.